# Hipotelorismo
O hipotelorismo é uma distância anormalmente diminuta entre dois órgãos ou partes do corpo, geralmente pertencente às órbitas oculares (órbitas), também conhecido como hipotelorismo orbital.

## Causas
Muitas vezes, resulta da síndrome alcoólica fetal (SAF), causada pela ingestão excessiva de álcool durante o primeiro mês de gravidez. 
Pode estar associada à trissomia 13, também conhecida como síndrome de Patau, bem como à amiotrofia nevrálgica hereditária.
Também pode estar associada à síndrome do X frágil ou à síndrome de Prader-Willi.
A sinostose metópica, o fechamento precoce da sutura metópica durante o desenvolvimento do crânio nas crianças, pode também causar hipotelorismo.